# Peter Kremer

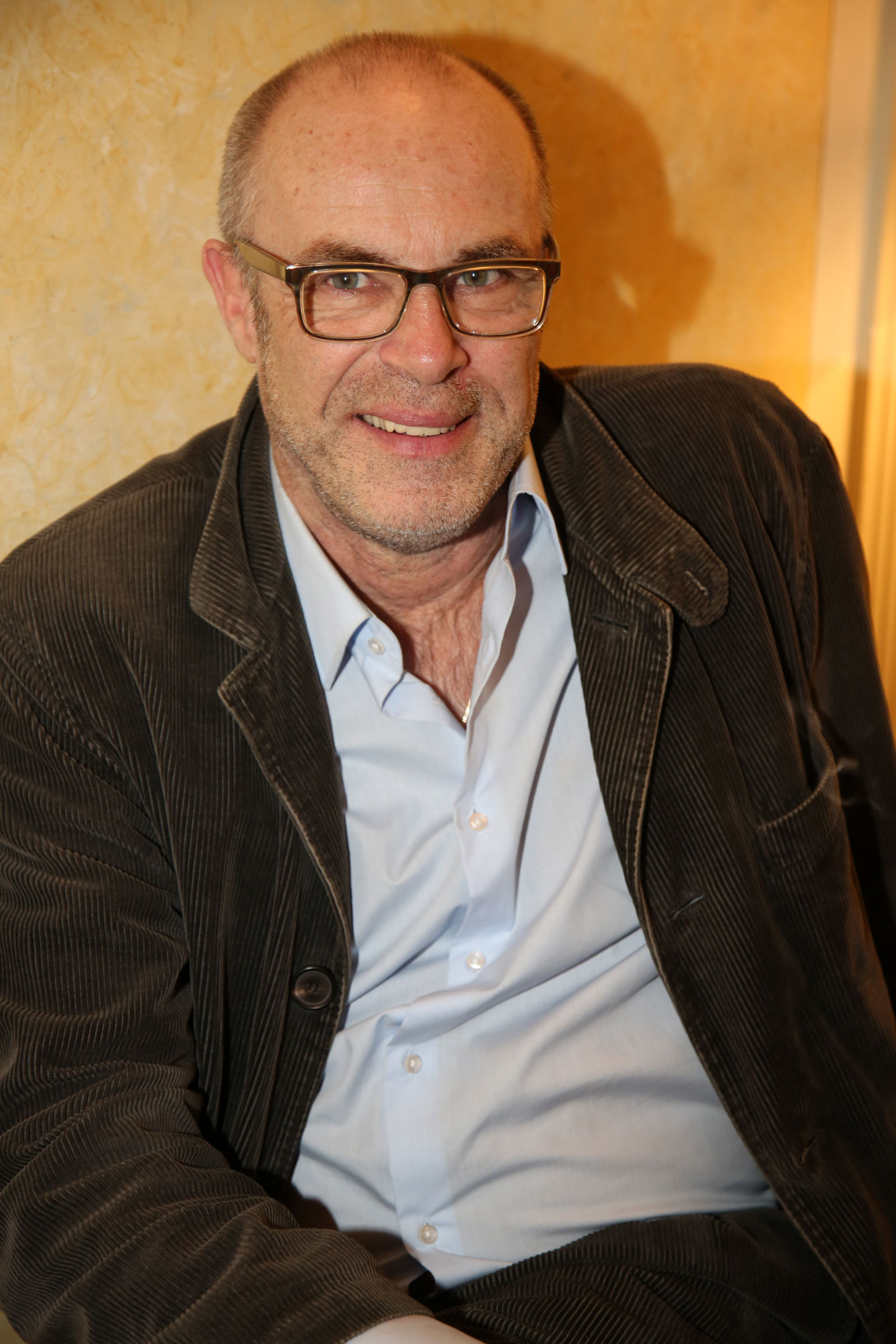
Peter Kremer in 2015

Peter Kremer (Brilon, Sauerland, Duitsland, 18 februari 1958) is een Duitse theater- en televisieacteur. Hij is vooral bekend door zijn rol in de Duitse politieserie Siska.

## Biografie
Als zoon van een landmeter-ingenieur en een toneelspeelster werd Peter Kremer geboren. Korte tijd na zijn geboorte verhuisde de familie Kremer naar Mülheim an der Ruhr. 
Als 18-jarige gaat hij met een vriendin, die actrice wil worden, naar de Folkwang-Schule in Essen waar hij drie jaar studeert. 
Peter Kremer speelt als theateracteur onder leiding van verschillende regisseurs zoals Frank Casdorf, George Tabori en Peter Stein in beroemde theaters. 
Naast talrijke optredens in toneelstukken wordt hij ook gevraagd om voor de camera te spelen in films en televisiereeksen. De bekendste televisieseries zijn: Tatort, Der Alte, en Derrick. Maar de rol die hem beroemd zal maken in meer dan 20 landen is die van hoofdcommissaris Peter Siska in de gelijknamige serie Siska. De opnames van deze televisieserie lopen van 1998 tot 2006. Onder leiding van regisseur Hans-Jürgen Tögel en producent Helmut Ringelmann  speelt hij steeds in de afleveringen van de serie de hoofdrol.
In de zomer van 2007 speelde hij gedurende 2 maanden bij de Karl-May Spiele in het Freilichttheater van Bad Segeberg een voorstelling van Winnetou I.
Peter Kremer is een familiemens. Hij nam een pauze van twee jaar om zelf voor zijn twee kinderen te zorgen toen ze nog klein waren. Hij woonde tot en met 2009 met zijn vrouw Ulrike Jetter en zijn kinderen Fréderic en Lucy in een dorpje aan de Starnberger See bij München. Vanaf 2009 zijn ze gescheiden maar woont hij nog vlakbij zijn kinderen.
In zijn vrije tijd gaat Peter skiën, zeilen, tafeltennissen, voetballen, tennissen en biljarten. Muziek maken doet hij op de saxofoon en de gitaar.

## Filmografie (selectie)
- 1981: Irrgarten – Marco Ruschiz' Fahrt zu den Wolken
- 1982: Schlagschatten
- 1987: Sansibar oder der letzte Grund
- 1992: Tatort: Falsche Liebe (televisieserie)
- 1992–2014: Der Alte (televisieserie, verschillende rollen, 7 afleveringen)
- 1994: Nacht der Frauen (televisie-drieluik)
- 1994, 1995: Derrick (televisieserie, verschillende rollen, 2 afleveringen)
- 1995: Alles außer Mord: Blutiger Ernst (televisieserie)
- 1996: Der Mann ohne Schatten (televisieserie, aflevering Der Mörder)
- 1997: Kalkuliertes Risiko
- 1997: Ausgerastet
- 1998: Einsatz Hamburg Süd (televisieserie, Folge Gefahr im Dunkeln)
- 1998–2004: Siska (televisieserie, 56 afleveringen)
- 2004: Unter weißen Segeln – Urlaubsfahrt ins Glück (televisieserie)
- 2004, 2015: SOKO Kitzbühel (televisieserie, verschillende rollen, 2 afleveringen)
- 2005: Wolffs Revier (televisieserie, aflevering Herzblut)
- 2005: Die Leibwächterin
- 2006: SOKO Rhein-Main (televisieserie, aflevering Startbahn frei!)
- 2006: Pfarrer Braun: Der unsichtbare Beweis (televisieserie)
- 2007: Die Frau vom Checkpoint Charlie
- 2008: SOKO Leipzig (televisieserie, aflevering Zersprungene Seele)
- 2009: Kinder des Sturms
- 2009: Alarm für Cobra 11 – Die Autobahnpolizei (televisieserie, aflevering Die schwarze Madonna)
- 2009: Ein Fall von Liebe (televisieserie)
  - 2009: Ein Fall von Liebe
  - 2011: Saubermänner
  - 2014: Annas Baby
- 2009: Geld.Macht.Liebe (televisieserie, 9 afleveringen)
- 2009, 2014: SOKO Köln (televisieserie, verschillende rollen, 2 afleveringen)
- 2009–2011: Nachtschicht (televisieserie)
  - 2009: Wir sind die Polizei
  - 2011: Ein Mord zu viel
  - 2011: Reise in den Tod
- 2010: Das Traumhotel – Chiang Mai (televisieserie)
- 2010: Unter anderen Umständen: Tod im Kloster (televisieserie)
- 2010: Tatort: Bluthochzeit
- 2010: Tatort: Königskinder
- 2010, 2016: Die Bergretter (televisieserie, verschillende rollen, 2 afleveringen)
- 2011: Tatort: Das erste Opfer
- 2012: Alleingang
- 2012: Rommel
- 2012: Inga Lindström: Die Sache mit der Liebe (televisieserie)
- 2012: Tatort: Todesbilder
- 2013: Lilly Schönauer – Liebe mit Familienanschluss
- 2013: Danni Lowinski (televisieserie, aflevering Halloween und Halleluja)
- 2013: Unsere Mütter, unsere Väter (televisie-drieluik, 2 delen)
- 2013: Die Spionin
- 2014: Der Bergdoktor: Alte Heimat neue Heimat (televisieserie)
- 2015: Die Udo Honig Story
- 2015: Brandmal
- 2015: Inga Lindström: Süße Leidenschaft (televisieserie)
- 2015: Die Rosenheim-Cops (televisieserie, aflevering Ein geschätzter Schätzer)
- 2015: Tatort: Roomservice
- 2015, 2019: Der Staatsanwalt (televisieserie, verschillende rollen, 2 afleveringen)
- 2017: WaPo Bodensee (televisieserie, aflevering Die Aussteigerin)
- 2017: In Wahrheit: Mord am Engelsgraben (televisieserie)
- 2018: Unter Verdacht: Verschlusssache (televisieserie)
- 2018: Friesland: Schmutzige Deals (televisieserie)
- 2018: Rosamunde Pilcher: Wo dein Herz wohnt (televisieserie)
- 2018: Stralsund: Waffenbrüder (televisieserie)
- 2018: Schattengrund – Ein Harz-Thriller (televisieserie)
- sinds 2018: Die Toten vom Bodensee (televisieserie)
  - 2018: Der Wiederkehrer
  - 2018: Die vierte Frau
  - 2019: Der Stumpengang
  - 2019: Die Meerjungfrau
  - 2020: Fluch aus der Tiefe
  - 2020: Der Blutritt
  - 2020: Der Wegspuk
- 2019: Tatort: Zorn
- 2019: Charité (televisieserie, aflevering Heimatschuss)
- 2020: Die Getriebenen
- 2021: Die Toten von Marnow
- 2021: Inga Lindström: Wilde Zeiten (televisieserie)
- 2021: Bettys Diagnose (televisieserie, aflevering Besser spät als nie)
- 2021: Lieber Thomas
- 2022: Die Kanzlei – Reif für die Insel (televisiefilm)
- 2024: Der Bergdoktor (televisieserie, aflevering Der Blick nach vorn)

- Gemeinsame Normdatei: 189537671
- International Standard Name Identifier: 0000 0005 0060 9833
- Library of Congress Control Number: no2019123335
- Nationale Bibliotheek van Tsjechië: pna20241246879
- Virtual International Authority File: 220500002